# Рікард Пуч
Ріка́рд Пуч Марті (кат. Ricard Puig Martí; [ riˈkart ˈput͡ʃ ] нар. 13 серпня 1999 року, Матазапера, Каталонія, Іспанія) — іспанський футболіст, центральний півзахисник. Переможець Юнацької ліги УЄФА 2017—2018. Гравець «Лос-Анджелес Гелаксі».

## Клубна кар'єра

### Перші кроки
Ріккі народився 13 серпня 1999 року у Матазапері, Каталонія. Батько Рікарда був професійним футболістом іспанського клубу Террасса, виступав на позиції лівого півзахисника. У сім'ї, окрім батька, спортом захоплюється брат Рікарда Тон, який грає хокей на траві. Сам Рікард спочатку займався тенісом, однак футбол був для нього пріоритетом. У 8 років батьки віддали молодого хлопця до лав юнацького футбольного клубу Ябак Террасса.

### Барселона
У 2013 році переїхав до молодіжної академії футбольного клубу Барселона "Ла Масія", де на початку виконував роль "хибної дев'ятки". Перший матч у "гранатовій" формі провів 24 лютого 2018 року, вийшовши на заміну у матчі проти Хімнастіка Таррагона. У травні того ж року головний тренер Барселони Ернесто Вальверде примітив унікальні здібності молодого гравця та переконав клуб продовжити контракт з Рікардом на довший термін. Президент клубу Жозеп Бартомеу прислухався до тренера каталонців, і невдовзі, 11 червня 2018 року контракт був продовжений до 2021 року із сумою відступних 100 млн. євро.

#### Юнацька ліга УЄФА 2017–2018
В сезоні 2017– 2018 взяв участь в Юнацькій лізі УЄФА, де разом з командою здобув перемогу, здолавши у фіналі лондонський Челсі з рахунком 3-0. Сам Ріккі на турнірі відзначився трьома голами та двома асистами.

#### Міжнародний кубок чемпіонів 2018
Головний тренер футбольного клубу Барселона Ернесто Вальверде вирішив узяти Пуча на передсезонну підготовку у США в рамках Міжнародного кубку чемпіонів. Свій дебютний матч у складі основної команди Барселони Ріккі провів 29 липня, замінивши на 26 хвилині травмованого Андре Гоміша. В кінці матчу відзначився голом у серії післяматчевих пенальті.
1 та 5 серпня відіграв матчі проти Роми та Мілана, вийшовши на заміну у другому таймі в обох матчах.
Загалом гра Рікарда викликала позитивні відгуки, зокрема, тренер італійського Мілана Дженнаро Гаттузо прокоментував гру молодого таланта наступним чином:
|  | «Вражаюче бачити, як він поводиться з м'ячем, це диво, немов поезія»". |

#### Кубок Жоана Гампера2018
Перший матч на Камп Ноу Рікард провів проти Боки Хуніорс 15 серпня 2018 року, вийшовши на заміну у другому таймі. Це був перший матч Пуча з основними гравцями Барселони. Сам матч закінчився перемогою хазяїв.

#### Кубок Іспанії з футболу2018/19
Дебютний матч у Кубку Короля "Ріккі" провів на Камп Ноу проти Культураль Леонеси, вийшовши на заміну у другому таймі. У матчі який закінчився перемогою господарів, Пуч відзначився гольовим пасом.

### Лос-Анджелес Гелаксі
Влітку 2022 року Рікард Пуч на правах вільного агента перейшов до «Лос-Анджелес Гелаксі».

## Титули та досягнення
Барселона
- Переможець Юнацької ліги УЄФА 2017-18
- Володар Кубка Іспанії: 2020-21

## Цікаві факти
- На початку 2018 року директор Барселони Пер Сегура повідомив батьків Рікарда, що клуб не буде продовжувати контракт з їхнім сином. Причиною стала слабка фізична підготовка гравця. Однак президент Барселони Хосеп Бартомеу врегулював ситуацію і переконав обидві сторони в тому, що півзахисник повинен залишитися в клубі.[8][9] Раніше клуб мав подібну історію з Ліонелем Мессі, контракт з яким також відмовлялися продовжувати через дефіцит гормону росту у футболіста.[10]
- Своїм вмінням бачити поле і віддавати результативні паси Пуча порівнюють з колишніми футболістами Барселони Андресом Іньєстою та Хаві Ернандесом.